# Edouard Vanneste
Edouard Prudent Vanneste (Wervik, 14 september 1842 - Lokeren, 15 mei 1922) was een Belgisch arts en politicus voor de Katholieke Partij.

## Levensloop
Hij was gehuwd met een dochter van de broer van oud-burgemeester van Lokeren Karel Thuysbaert.
Vanneste behoorde tot het vooroorlogse schepencollege van Lokeren, waarin hij verantwoordelijk was voor openbare werken en wegenis. In augustus 1917 nam hij de functie van dienstdoend burgemeester over van Louis Herbert. Een taak die hij vervulde tot 22 november 1918, toen Auguste Raemdonck zijn ambt van burgemeester opnieuw opnam. Zelf werd Vanneste in deze periode als schepen vervangen door raadslid Lerno. Bij de gemeenteraadsverkiezingen van 1921 stelde Vanneste zich niet opnieuw kandidaat.
In Lokeren is een straat naar hem vernoemd, met name de 'Dokter Vannestestraat'.